# Dim Kesber
Wladimir (Dim) Kesber (Den Haag, 8 januari 1930 – Den Haag, 6 juni 2013) was een Nederlands jazzmusicus. Hij verwierf wereldfaam met zijn interpretaties van verscheidene genres jazzmuziek.
Kesber speelde saxofoon en klarinet in de combo's Dim Kesber and the Augmenters en Dim Kesber and Friends en in de Reunion Jazzband.
Hij maakte een lange periode 1945- 1960 deel uit van de Dutch Swing College Band. Hij overleed op 6 juni 2013 aan de gevolgen van kanker.